# Trío para piano, WoO 39 (Beethoven)

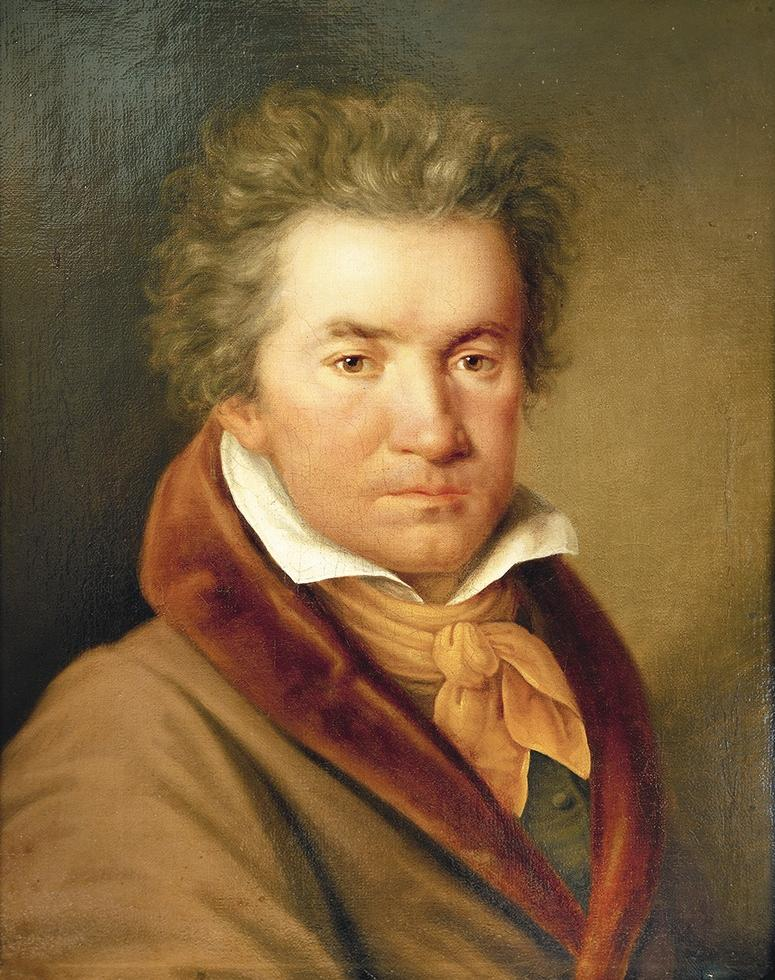
Beethoven en 1815.

El Trío para piano en si bemol mayor, WoO 39, también conocido simplemente como Allegretto, es una pieza camerística para violín, violonchelo y piano compuesta por Ludwig van Beethoven en 1812. La partitura está dedicada a Maximiliane Brentano, hija de Antonie Brentano.

## Historia

### Composición
La composición de esta obra tuvo lugar en junio de 1812, mientras Beethoven viajaba hacia la ciudad checa de Teplice, donde pensaba pasar el verano. La partitura autógrafa del compositor se conserva en la Beethoven Haus y se puede consultar en línea. En comparación con la mayoría de sus manuscritos, la partitura de esta pieza está escrita con pulcritud y puede leerse fácilmente. El manuscrito incluye las digitaciones sugeridas por Beethoven para el piano.
La destinataria de la pieza era Maximiliane Brentano, que era la hija de diez años de Franz y Antonie Brentano. Según Watson este trío pretendía animar a su "pequeña amiga" a tocar el piano, tal como reza la dedicatoria:

«Vien am 26ten Juni. 1812. für meine kleine Freundin Maxe Brentano zu ihrer Aufmunterung im Klawierspielen.»
«Viena, 26 de junio de 1812. para que mi pequeña amiga Maxe Brentano se anime con su interpretación al piano.»
—lvBthwn

A Beethoven debía de agradarle mucho la niña, ya que una vez le echó agua fría en la cabeza y vivió para contarlo. Por aquel entonces la familia Brentano residía en Karlsbad y les presentó la obra el 26 de junio de 1812, antes de viajar a Praga. Después de que la familia abandonara Viena en 1812, el compositor siguió en contacto con ellos. El propósito de Beethoven de alentar a Maximiliane a tocar el piano debió tener éxito, puesto que nueve años más tarde le dedicó una de sus últimas sonatas para piano, la Sonata n.º 30 en mi mayor Op. 109 de 1821.

### Publicación
La primera publicación de la pieza, encontrada entre las obras de Beethoven tras su muerte, fue llevada a cabo de manera póstuma por F. P. Dunst en 1830 en Frankfurt, junto con el Trío para piano en mi bemol mayor, WoO 38 y la Sonata para piano en do mayor, WoO 51.  

## Estructura y análisis
La pieza consta de un solo movimiento:
- I. Allegretto, en si bemol mayor

La interpretación de la obra dura aproximadamente 5 minutos. La sencillez de la parte pianística refleja la edad de la destinataria del Trío, pero la sencillez no impide que la pianista sea la "estrella" de la pieza. Hay escasa escritura contrapuntística; la mayor parte de la parte para teclado consiste en una sola línea melódica sobre acordes repetidos o figuras de Alberti. Sin embargo, la falta de dificultad técnica no implica falta de interés musical. Muchos aspectos de la pieza dejan claro que se trata de la obra del Beethoven maduro.
El único movimiento lleva la indicación de tempo Allegretto y está escrito en la tonalidad de si bemol mayor. Estructuralmente responde a la forma sonata. Se abre sin introducción. El tema principal está en el piano, con acompañamiento sostenido en las cuerdas. Cuando el violín y el violonchelo por fin toman el tema, éste se trunca y se interpreta de una forma inteligente y estratificada que pone en marcha la modulación a la dominante. El tema secundario es una elegante melodía en arco formada principalmente por un único motivo de tres notas. También es presentado por el piano y transformado por el violín y el violonchelo. La sección de desarrollo arranca con el tema en la dominante, pero rápidamente pasa a la lejana armonía de re mayor y añade un nuevo motivo. Tras unas imponentes escalas para la mano izquierda del piano, comienza la recapitulación en la tónica, pero con el tema transpuesto una octava hacia arriba, elevándose por encima de un acompañamiento de cuerda más activo. La transición es como la de la exposición, pero transpuesta; es una de las más predecibles que Beethoven había escrito en años. Todo el material secundario se resuelve en la tónica antes de que se inicie una coda de dimensiones sorprendentes con el tema principal en mi bemol mayor. Numerosos pasajes de escalas y un largo trino enfatizan las destrezas básicas del teclado mientras Beethoven continúa desarrollando fragmentos del primer tema hasta el final.

## Discografía selecta
- 1969 – Daniel Barenboim piano, Pinchas Zukerman violín, Jacqueline du Pré violonchelo (EMI Classics)
- 1970 – Wilhelm Kempff piano, Henryk Szeryng violín, Pierre Fournier violonchelo (DG)
- 1979 – Beaux Arts Trio,  (Philips; reedición Decca)
- 1998 – Guarneri Trío Praga (Harmonia Mundi)
- 2012 – Trío Wanderer (Harmonia Mundi)